# Unstoppable Force
Unstoppable Force è il secondo album, del gruppo speed metal Agent Steel, pubblicato nel 1987.
| Recensione | Giudizio |
| ---------- | -------- |
| Rock Hard  | [ 1 ]    |

## Descrizione
L'uscita del disco era stata pianificata per il 1986 ma, a causa di problemi con la grafica della copertina, è stato pubblicato dall'etichetta Combat Records l'anno successivo. L'album è stato ristampato da Century Media nel 1999 e nel 2008 in edizione limitata.
Rispetto all'esordio, in questa uscita lo stile della band diventa più raffinato, con un leggero abbassamento dei ritmi e con delle composizioni di alto livello, accompagnate da un'ottima prestazione canora e da testi particolarmente originali; ciò portò l'album ad essere acclamato da molte riviste specializzate.

## Tracce
1. Unstoppable Force – 3:51
2. Never Surrender – 3:49
3. Indestructive – 3:28
4. Chosen To Stay – 4:44
5. Still Searchin' – 4:10
6. Rager – 4:04
7. The Day At Guyana – 6:34 – (strumentale)
8. Nothin' Left – 4:20
9. Traveller – 3:49

## Formazione
- John Cyriis - voce
- Juan García - chitarra
- Bernie Versailles - chitarra
- Mike Zaputil - basso
- Chuck Profus - batteria, voce